# 発信音
発信音（はっしんおん）またはダイヤルトーン（dial tone, DT）とは、固定電話機の受話器を上げた時、最初に聞こえる音である。

## 概要
電話機の受話器を上げる（オフフックする）と、接続されている電話交換機がそれを検出し、電話機に対して可聴音を送出する。この音は、電話交換機が電話機からの選択信号（相手先の電話番号）を受け付けられる状態になったことを示している。このため、もし受話器を上げても発信音が聞き取れない場合は、何らかの異常が発生している可能性がある。電話交換機は、選択信号を検出すると、ただちに発信音の送出を停止する。このため、もしダイヤルボタンを押下しても発信音の送出が止まらない場合は、何らかの問題により選択信号が電話交換機に届いていないか、選択信号の種別（パルスまたはトーン）が間違っている可能性がある。

## 歴史
初期の電話交換では、加入者が電話を掛けるために受話器を上げると、電話交換手がそれに応対していた。電話交換手は加入者から相手先を聞き、回線を接続していた。この仕組みを機械が自動的に実施する交換機に置き換えるとき、電話機がオフフックになったときに交換機が音を出し、システムが稼動中で電話番号を受け付けられることを示すようにした。ダイヤルされた電話番号の各桁を受信するごとに、交換機は回線を切り替えた。最新の電話機では、電話機側で入力された電話番号の全ての桁を保持し、加入者が「通話」のボタンを押すと、オフフック状態にして電話番号を交換機に送信する。
発信音はドイツの工学者・アウグスト・クルッコーによって発明され、1908年にドイツのヒルデスハイムで初めて使われた。
アメリカ合衆国では1940年代に導入され、1950年代には広範囲で使用されるようになった。ドワイト・D・アイゼンハワー大統領が1961年に引退したときにはほとんど一般的だったが、アイゼンハワーは発信音を知らなかった。アイゼンハワーが初めて自分で電話を掛けるとき、彼の秘書は回転ダイヤル式電話機の使い方とともに、その「異常音」が何であるかについてアイゼンハワーに説明しなければならなかった。
最新の電子電話切換システムが用いられるようになる以前、発信音は通常、電気機械技術によって発生させていた。アメリカ合衆国では、標準的な発信音は、120Hzで振幅調整された600Hzのトーンだった。単に60HzのAC電流を元にして作られたものもあった。イギリスでは、標準的な発信音は、33Hzだった。大部分の交換機ではモータ駆動の機械を使用し、小さな交換機では振動リード発生器で発生させていた。
現代の発信音は国によって異なる。北米電話番号計画が適用されるアメリカ合衆国・カナダ・メキシコでは、350Hzと440Hzの2つのトーンを組み合わせ、90Hzで変調しているように聞こえる音を使用している。ヨーロッパの大部分の国では425Hzの単音、日本では400Hzの単音を使用している。
携帯電話では、電話機側で入力された電話番号の全ての桁を保持し、加入者が「通話」のボタンを押したときに初めて交換機に接続されるため、発信音は使用しない。